# Walerij Sajkin
Walerij Timofiejewicz Sajkin (ros. Вале́рий Тимофе́евич Са́йкин, ur. 3 sierpnia 1937 w Kożuchowie w obwodzie moskiewskim, zm. 8 czerwca 2024 w Moskwie) – radziecki i rosyjski polityk, działacz gospodarczy, dyrektor generalny zakładów samochodowych ZiŁ (1982-1986 i 1992-1995), przewodniczący Komitetu Wykonawczego Moskiewskiej Rady Miejskiej (1986-1990), członek KC KPZR (1986-1990), deputowany Dumy Państwowej (1999-2003).

## Życiorys
W latach 1952–1956 uczył się w technikum mechanicznym, potem pracował jako formierz i metalurg w fabryce samochodów, 1964 ukończył Wszechzwiązkowy Zaoczny Instytut Inżynieryjny, od 1966 w KPZR. Od 1971 zastępca głównego inżyniera w fabryce samochodów, od 1981 I zastępca generalnego dyrektora, a od 1982 do 1986 dyrektor generalny zakładów samochodowych ZiŁ. Przyczynił się do znaczącego podniesienia wydajności produkcji fabrycznej i rozwoju metalurgii. Od 3 stycznia 1986 do 16 kwietnia 1990 przewodniczący Komitetu Wykonawczego Moskiewskiej Rady Miejskiej, w latach 1986-1990 członek KC KPZR, od kwietnia do sierpnia 1990 zastępca przewodniczącego Rady Ministrów Rosyjskiej FSRR, od sierpnia 1990 do kwietnia 1991 I zastępca przewodniczącego Biura Rady Ministrów Rosyjskiej FSRR ds. Inżynierii, od kwietnia do sierpnia 1991 I zastępca przewodniczącego Państwowego Komitetu ZSRR ds. Inżynierii. Deputowany do Rady Najwyższej ZSRR 11 kadencji. W czerwcu 1991 startował w wyborach na mera Moskwy i zajął drugie miejsce za Gawriiłem Popowem. W latach 1992–1995 ponownie dyrektor generalny zakładów samochodowych ZiŁ, 1999-2003 deputowany Dumy Państwowej, członek frakcji KPFR.

## Odznaczenia i nagrody
- Order Honoru (2007)
- Order Lenina (1986)
- Order Rewolucji Październikowej (1981)
- Order Czerwonego Sztandaru Pracy (1971)
- Order Przyjaźni Narodów (1993)
- Medal 100-lecia urodzin Lenina
- Medal „Za pracowniczą wybitność” (1970)
- Medal „W upamiętnieniu 800-lecia Moskwy”
- Nagroda Państwowa ZSRR (1981)
- Tytuł „Zasłużony Inżynier Federacji Rosyjskiej” (1994)